# Gross Kreutz
Groß Kreutz (Havel) est une commune de l'arrondissement de Potsdam-Mittelmark dans l'État du Brandebourg en Allemagne. Elle est créée, en 2003, sous le nom Grosskreutz / Emster, par fusion des huit communes de Bochow, Deetz, Groß Kreutz, Jeserig, Krielow, Schenkenberg et Schmergow. Elle a par la suite été rebaptisée Groß Kreutz (Havel) le 1er juillet 2004.

## Démographie
- Développement de la population dans les limites actuelles. -- Ligne bleue: Population; Ligne pointillé: Comparaison avec le développement de Brandebourg -- Fond gris: Période du régime nazie; Fond rouge: Période du régime communiste
- Évolution recente (ligne bleue) et prévisions sur l'effectif de résidents

| Année | Population |
| ----- | ---------- |
| 1875  | 4 371      |
| 1890  | 5 068      |
| 1910  | 5 091      |
| 1925  | 5 117      |
| 1933  | 6 270      |
| 1939  | 6 858      |
| 1946  | 8 684      |
| 1950  | 8 593      |
| 1964  | 7 321      |
| 1971  | 7 332      |

| Année | Population |
| ----- | ---------- |
| 1981  | 6 987      |
| 1985  | 7 001      |
| 1989  | 7 072      |
| 1990  | 6 993      |
| 1991  | 6 901      |
| 1992  | 6 893      |
| 1993  | 6 929      |
| 1994  | 7 141      |
| 1995  | 7 323      |
| 1996  | 7 521      |

| Année | Population |
| ----- | ---------- |
| 1997  | 7 724      |
| 1998  | 8 102      |
| 1999  | 8 232      |
| 2000  | 8 364      |
| 2001  | 8 404      |
| 2002  | 8 520      |
| 2003  | 8 488      |
| 2004  | 8 476      |
| 2005  | 8 474      |
| 2006  | 8 435      |

| Année | Population |
| ----- | ---------- |
| 2007  | 8 387      |
| 2008  | 8 300      |
| 2009  | 8 248      |
| 2010  | 8 197      |
| 2011  | 8 103      |
| 2012  | 8 067      |
| 2013  | 8 046      |
| 2014  | 7 993      |
| 2015  | 8 133      |
| 2016  | 8 275      |

| Année | Population |
| ----- | ---------- |
| 2017  | 8 381      |
| 2018  | 8 558      |
| 2019  | 8 618      |
| 2020  | 8 738      |

## Personnalités liées à la ville
- Martin Lipenius (1630-1692), bibliographe né à Götz.